# Albert Drach
Albert Drach, né à Vienne le 17 décembre 1902 et mort à Mödling le 27 mars 1995 , est un écrivain et juriste autrichien.

## Récompenses et distinctions
- 1972 : prix de la Ville de Vienne de littérature
- 1988 : prix Georg-Büchner

## Œuvres traduites en français
- Voyage non sentimental [« Unsentimentale Reise »], trad. de Colette Kowalski, Paris, Éditions Plon, coll. « Feux croisés », 1990, 372 p.  (ISBN 2-259-02020-8)
- Enquête sur deux jeunes filles [« Untersuchung an Mädeln »], trad. de Christian Richard, Paris, Éditions Albin Michel, coll. « Les grandes traductions », 1994, 348 p.  (ISBN 2-226-07454-6)